# Rutilodexia angustipennis
Rutilodexia angustipennis är en tvåvingeart som först beskrevs av Walker 1858.  Rutilodexia angustipennis ingår i släktet Rutilodexia och familjen parasitflugor. Inga underarter finns listade i Catalogue of Life.